# Pseudodiaptomus forbesi
Pseudodiaptomus forbesi is een eenoogkreeftjessoort uit de familie van de Pseudodiaptomidae. De wetenschappelijke naam van de soort is voor het eerst geldig gepubliceerd in 1890 door Poppe & Richard.